# Изхвърлете мъртвото магаре
„Изхвърлете мъртвото магаре“ (на английски: Drop the Dead Donkey) е ситком на британската телевизия, който за първи път е излъчен по Канал 4 в Обединеното кралство между 1990 и 1998 г. Ситуиран е в офисите на „GlobeLink News“, измислена компания за телевизионни новини. Той използва съвременни новинарски събития, за да даде на сериала по-голямо усещане за реализъм. Създатели са Анди Хамилтън и Гай Дженкин. В поредицата участват звезди като Хайдн Гуин, Стивън Томпкинсън и Нийл Пиърсън.

## В България
През 90-те години е излъчван и в България по Ефир 2.

## Отличия
Шоуто е отличено с награда за най-добра комедия (програма или серия) на наградите BAFTA от 1994 г. На наградите на Британската комедия шоуто печели „най-добрата нова телевизионна комедия“ (на английски: Best New TV Comedy) през 1990 г., най-добрата комедия на Канал 4 през 1991 г. и най-добър ситком на Канал 4 през 1994 г.
През 2000 г. шоуто е класирано на 94-то място в „100-те най-велики британски телевизионни програми“, списък, съставен от Британския филмов институт.